# Tessar

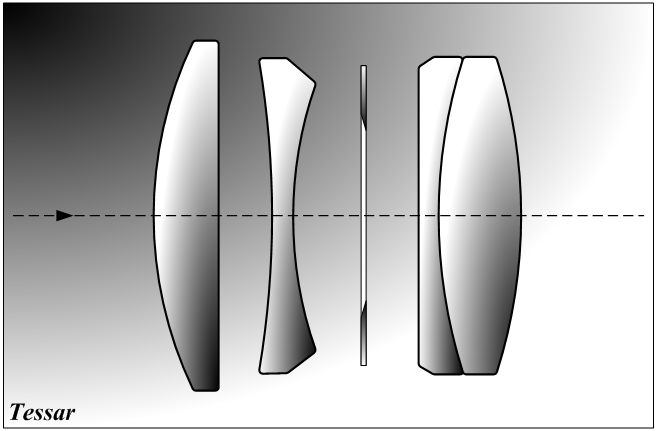
Schema ottico

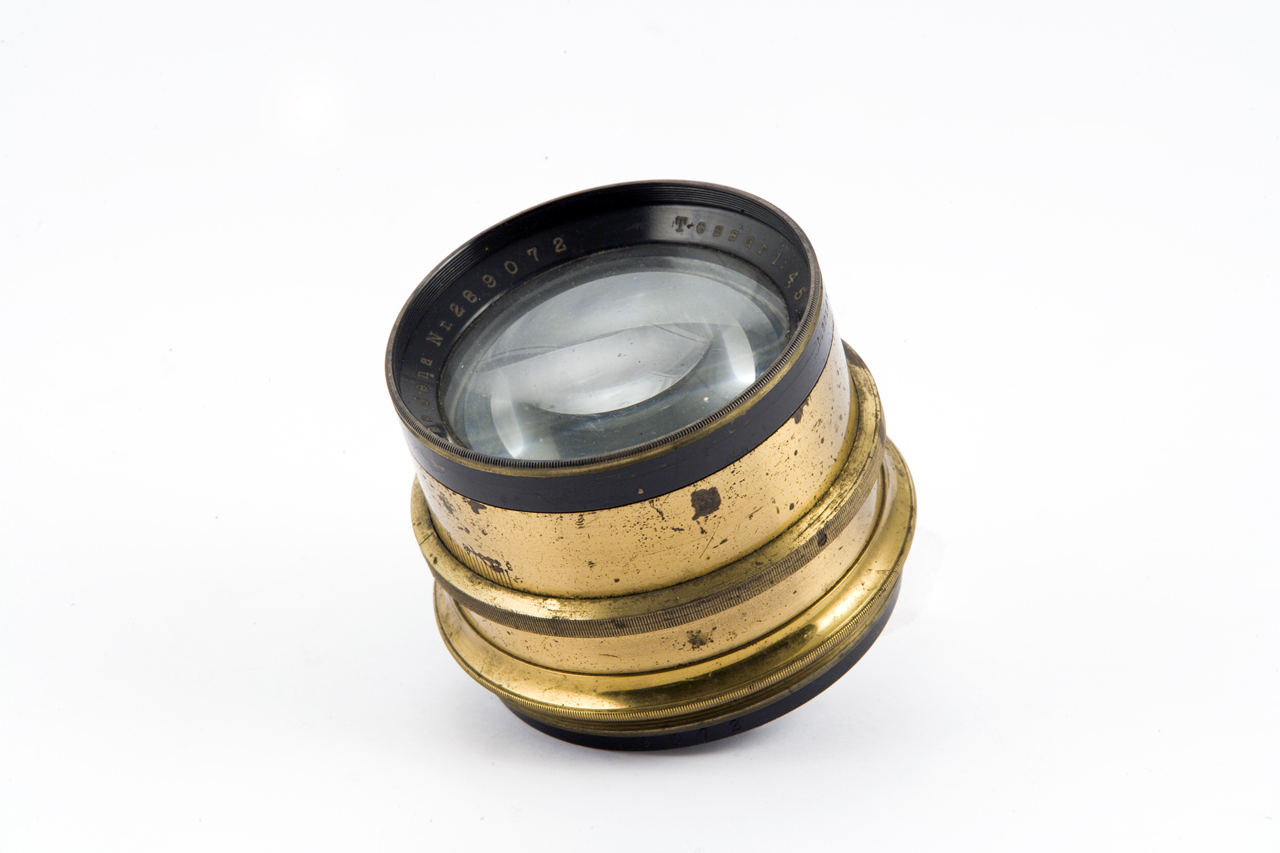
Uno dei primi Tessar, lo Zeiss Tessar 45 F4.5 (1917 circa)

Il Tessar, conosciuto anche come Zeiss Tessar, è un famoso schema ottico per obiettivi fotografici, composto da quattro lenti, concepito dal fisico tedesco Paul Rudolph nel 1902 e brevettato dalla Carl Zeiss.
Il suo nome deriva dalla parola greca τέσσαρες (téssares), che significa "quattro" in relazione alle sue quattro lenti: nel suo schema ottico figurano infatti due lenti separate in aria davanti al diaframma (positiva e negativa) e dietro un doppietto acromatico cementato (negativa/positiva).
Per la sua nitidezza eccellente, in tedesco è stato soprannominato Adlerauge (Occhio d'aquila).